# Илия Ангелов
Илия Ангелов е български рок певец, композитор, аранжор и китарист. Поредният солист, който дължи популярността си на групата „Диана експрес“ и Митко Щерев.

## Биография
На 6 години започва да се учи да свири на акордеон и запява първите популярни тогава песни „Марина, Марина“ на Рико Граната и „Памучните полета“ на Удо Юргенс. Освен че ходи на школа по акордеон, тренира лека атлетика и дори участва на републиканско първенство на 1000 метра. За известно време тренира и туристическо ориентиране. Занимава се с изобразително изкуство.
Има средно техническо образование, но желанието му е да пее. В Естрадния отдел на БДК не оценяват заложбите му, но въпреки това той продължава да се занимава с музика. След казармата свири в различни формации по ресторантите в Пазарджик и окръга. По-късно сформира група „Траки“, с която осъществява и първия си запис в Българско радио през 1973 г. – „Тези страшни момичета“ (муз. Захари Георгиев). От този период е първата му авторска песен – „Радо либе“.
В края на месец януари 1981 г. група „Траки“ престава да съществува и той получава покана от Христо Петров /Ицо Петроф/ да започне като бас китарист в неговата група „Стандарт“. След няколко турнета из България в Правец пристигат Митко Щерев, Живко Топалов, Цветан Банов и Максим Горанов да чуят на живо Илия. И така през юни 1981 замества Георги Станчев в „Диана експрес“ и още с първото си изпълнение на „Молитва за дъжд“ прави силно впечатление. Следват шлагери като „Северина“, „Блус за двама“, „Наследство“, „Утре“ и др, които го утвърждават сред солистите в българската популярна музика. Започват и първите му турнета във Виетнам, Лаос и Камбоджа.
Първата му солова песен е отново композирана от Митко Щерев – „Защото съм такъв“. След десетилетие, през което работи в Скандинавските страни с оркестри из увеселителните заведения, се решава да започне самостоятелна кариера. Още в първия опит – песента „Ключ от чужда стая“, му носи Голямата награда „Златният Орфей“ през 1995 (песента е обявена за „хит на годината“ от наградите „Орфей“).
Изпълнява песента към филма „Скъпа моя, скъпи мой“ (1985) в дует с Милица Божинова.
През 2022 г. участва в поп конкурса Бургас и морето с песента „Животът продължава“.

## Дискография

### Албуми с Диана Експрес
- 1982 – „Молитва за дъжд“
- 1983 – „Златна ябълка“
- 1985 – „Диана Експрес 5“
- 1998 – „Най-доброто от Диана Експрес“
- 2005 – „GOLD. 30 години Диана Експрес“
- 2014 – „Осъдени души. 40 години „Диана експрес“

### Самостоятелни албуми
- 1993 – „Ключ от чужда стая“
- 1997 – „Не плачи за мен, България“
- 2005 – „Откровение“
- 2016 – „Илия Ангелов – избрано“ (Поли саунд)
- 2016 – „Песни за морето и любовта“

### Песни в сборни албуми
- 1987 – „Защото съм такъв“ – от плочата „Пролет 87“ (LP, Балкантон – BTA 12109)
- 2003 – „Заговор в Ла мажор“ – от компилацията „Рок поезия. Хитове по стихове на Александър Петров“ (CD, StefKos Music – SM0310068)
- 2003 – „Скъпа моя, скъпи мой“ – дует с Милица Божинова – от компилацията „Незабравими български дуети“ (CD, StefKos Music – SM0310070)
- 2004 – „Скъпа моя, скъпи мой“ – дует с Милица Божинова – от компилацията „Незабравимо от българското кино“ (CD, StefKos Music – SM0405082)
- 2017 – „Ех, ако можех“ – от албума на Вида Пиронкова „Емпатия“ (CD, Riva Sound – RSCD3188)

## Награди
- Голямата награда „Златният Орфей“ за песента „Ключ от чужда стая“ на Международния фестивал „Златният Орфей“ (Слънчев бряг, 1995)
- „Хит на годината“ за песента „Ключ от чужда стая“ на наградите „Орфей“ (1995)
- „Песен на годината“ за песента „Не плачи за мен, България“ от поп-класацията на предаването „Музикална борса“ по програма „Хоризонт“ на БНР (1998).
- Наградата на община Пазарджик за принос в изкуството и културата „Сладкопойна чучулига“ (2009)
- „II награда“ за авторската му песен „Илюзия“ на XIX фестивал „Златен кестен“ (Петрич, 2012)